# Pillnitz (zámek)
Zámek Pillnitz leží na pravém břehu Labe v obci Pillnitz, dnes části Drážďan. Sloužil jako rezidenční sídlo saských kurfiřtů a králů. Svým vzhledem je zámek příkladem evropského stylu zvaného chinoiserie, který napodobuje čínské exteriéry a interiéry. Zejména v období rokoka od druhé čtvrtiny 18. století byl tento styl populární a měl ztělesňovat údajně ideální čínský svět – velmi kultivovaný a civilizovaný.

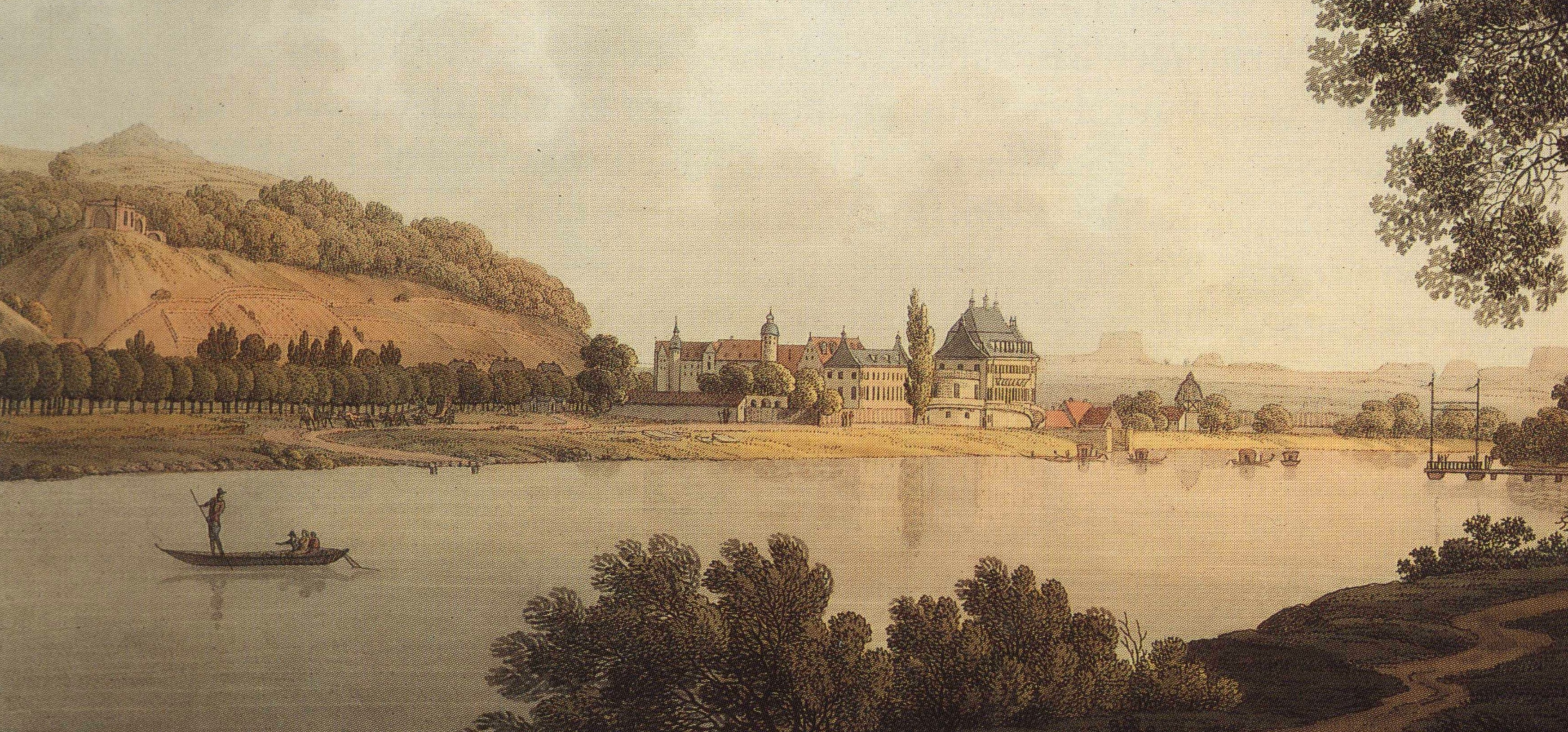
Údolí Labe se zámkem Pillnitz, veduta Andrease Balzera, kolem r. 1800

## Historie

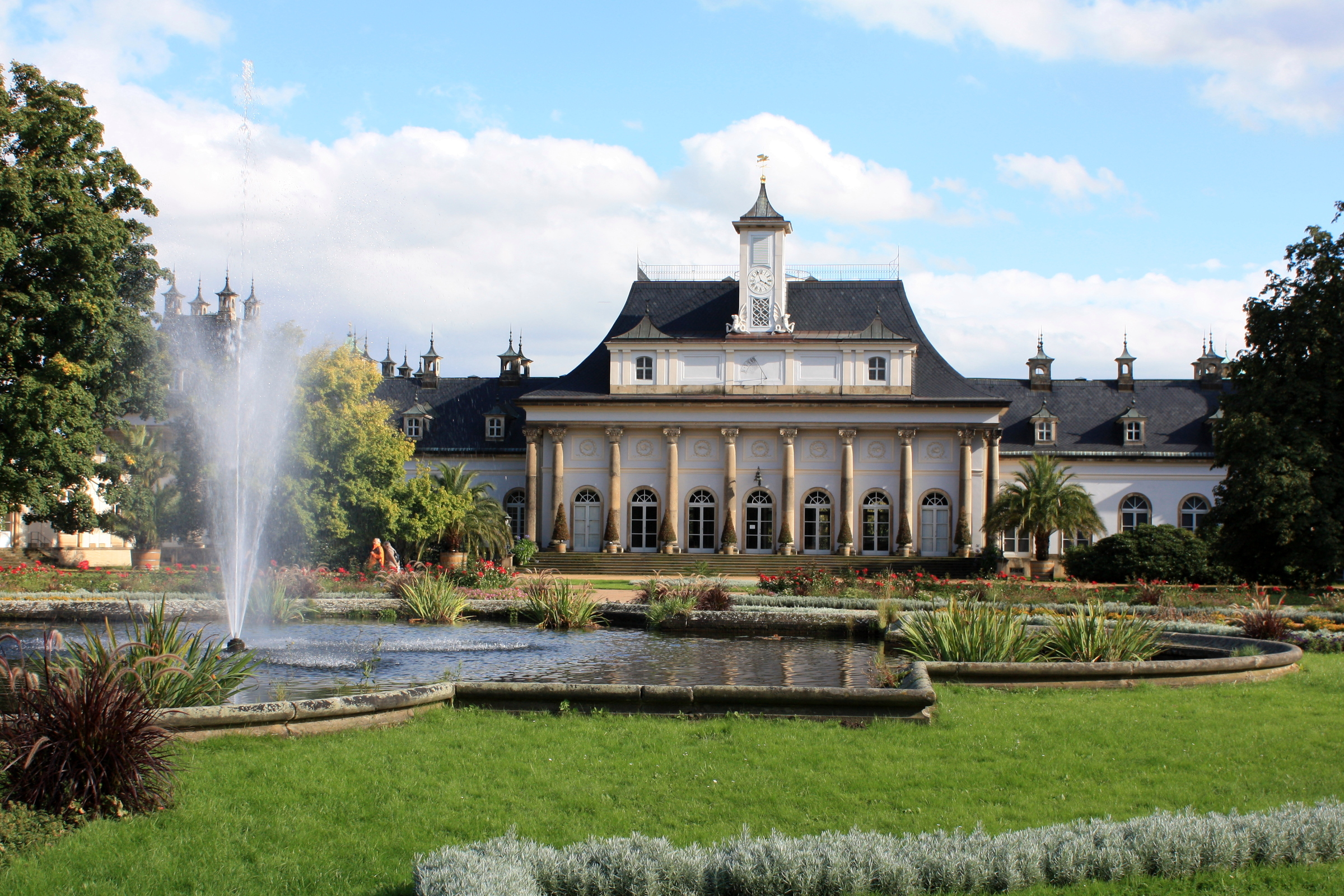
Nový palác

Původní panství na místě dnešního zámku se datuje kolem roku 1400. Postupně bylo opevněno jako obhajitelný obytný hrad – i s příkopem a padacím mostem. Kurfiřt Christián I., který dostal hrad roku 1569 jako léno, také položil základní kámen zámeckého kostela. Majitelé se střídali do roku 1694, kdy panství koupil další kurfiřt Johann Georg IV. Ten jej daroval své konkubíně, stejně jako jej později August Silný věnoval své souložnici hraběnce Cosel. V roce 1718, poté, co Cosel upadla v nemilost, bylo rozhodnuto areál přestavět, aby sloužil pro reprezentaci a zábavu "slušné společnosti".
Krátce po stavebním dokončení areálu roku 1791 se zde konalo významné diplomatické jednání, jehož závěry vstoupily do dějin jako Pilnická deklarace. Za druhé světové války bylo Pillnitz zasaženo bombardováním a po válce nepříliš šťastně opraveno pro drážďanské muzejní sbírky uměleckého řemesla a jejich depozitáře.

## Současnost
V letech 2015–2019 začala celková rekonstrukce budov, včetně nové historické a muzejní expozice. K sezóně roku 2019 jsou kompletně opraveny exteriéry a z interiérů asi jedna polovina včetně instalace zámecké kuchyně (suterén), výstav nádobí, příborů, nábytku a kamen, dále umělecko-historická expozice s vedutami Pillnitz, Drážďan a okolí a další expozice o panovnících a slavných osobnostech okresu Drážďany a horního Saska. Sál Pillnitzké konference je po průzkumu omítek prázdný a čeká na svou obnovu.
Byla dokončena rekonstrukce skleníků a parků (včetně nové výsadby rostlin) a rekonstrukce monumentálního schodiště od zámku až k Labi. V areálu jsou stánky s občerstvením i zahradní restaurace s michelinskou hvězdou.
Pillnitz se tak stalo polyfunkčním centrem starého i nového umění, turistiky a rekreace.

## Stavební dějiny

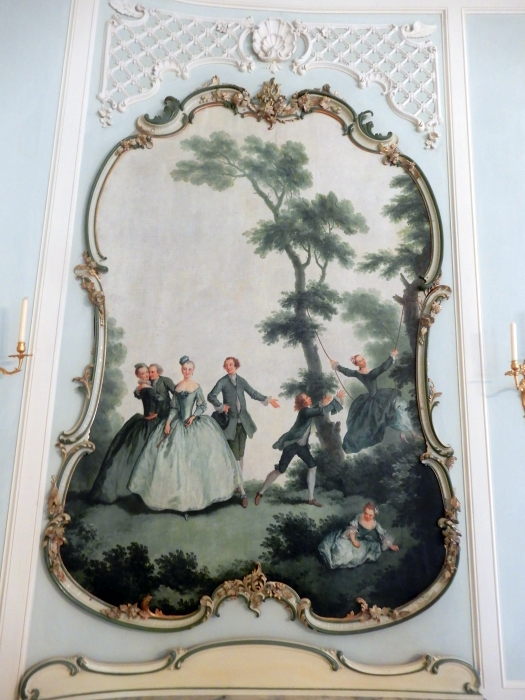
rokoková malba z cyklu šlechtických her v parku

### Přestavba 1720–1735
Přestavba byla provedena podle návrhu Matthäuse Daniela Pöppelmanna v barokním až rokokovém stylu. Vodní palác a jeho zrcadlový obraz horní palác, byly postaveny podle vzoru bran do císařského paláce v Pekingu (3 spojené pavilony), ale také benátských a římských vil. Zároveň bylo postaveno schodiště k řece a chrám Venuše v parku. Dílem stavitele Pöppelmanna je i malý kostel Weinbergkirche v nedalekých vinicích. Druhým známým architektem, který se na stavbě zámku podílel, byl Zacharias Longuelune, který dodal francouzské klasicistní prvky a obdélníkové tvary architektuře a zajistil rokokové malby šlechtických her v interiéru (Hra na slepou bábu, Houpačka, Milostné vyznání, aj.).

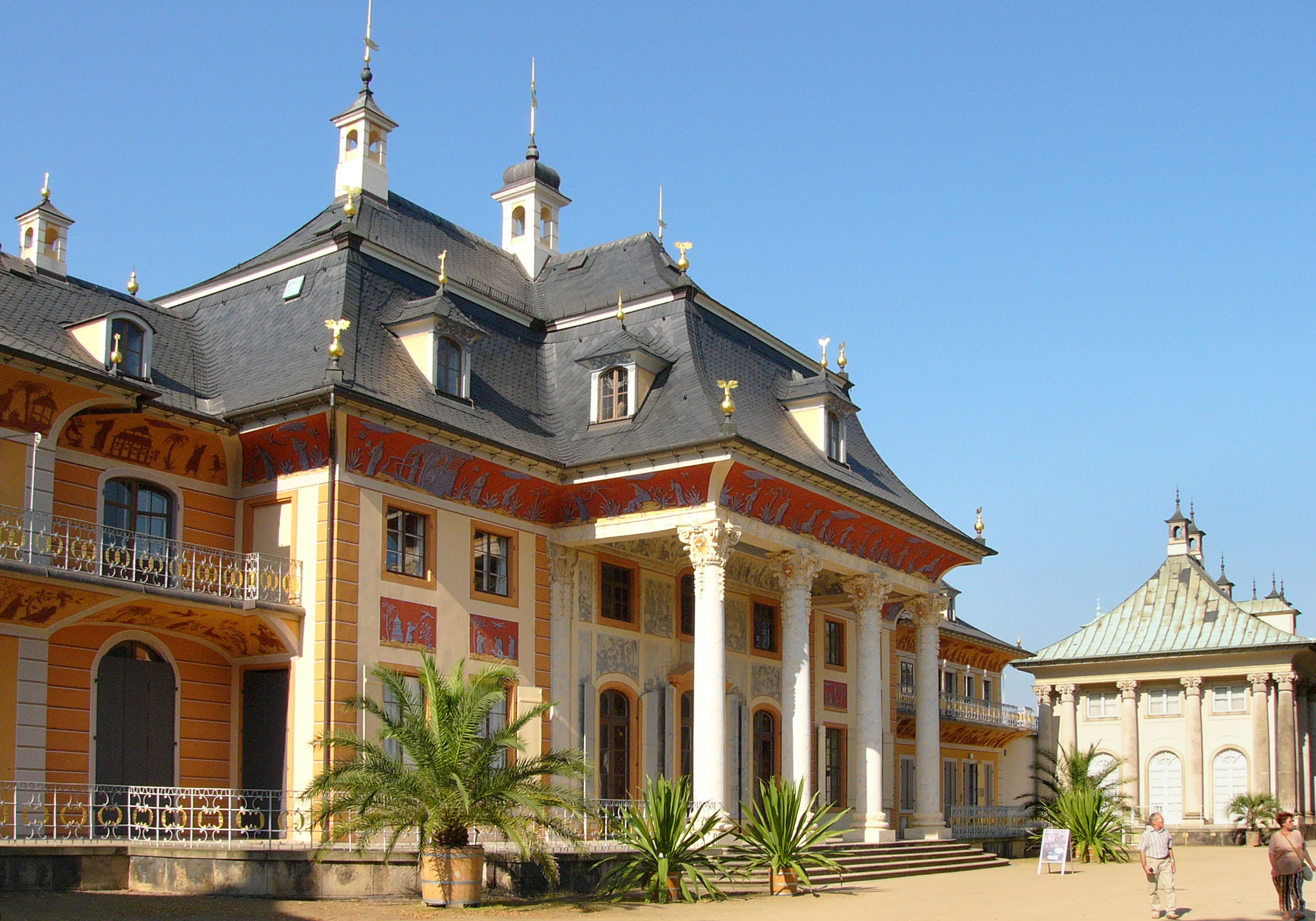
Horní palác, pás chinoiserií na fasádě

### Přestavba 1778–1791
Kurfiřt Friedrich August III. zámek již od předchozí rekonstrukce dlouhodobě užíval jako letní rezidenci a dal provést jeho druhou přestavbu. Dřevěná křídla paláce byla nahrazena kamennými. V parku vznikly nové pavilony: anglický (1776) a čínský (1804). Přestavbou byl pověřen Christian Friedrich Exner podle plánu architektů Christiana Traugotta Weinliga a Johanna Daniela Schadeho.

### Přestavba 1819–1826
Požár roku 1818 zcela zničil původní zámek (Vodní palác a Horní palác zůstaly ušetřeny). Král Friedrich August I. dal vybudovat Nový palác pod vedením stavitele Christiana Friedricha Schurichta. V komplexu budov, které leží na okraji zámeckého areálu, se nachází mimo jiné neoklasicistní sál, pivovar a katolická kaple.
Za posledních 200 let se zámek Pillnitz změnil z provinčního zámečku v kurfiřtský a královský palác a odrážel tak vzestup svých majitelů, rodu Wettinů, na společenském žebříčku. Poskytoval dostatek prostoru pro diplomatická jednání, odpočinek, vědu i umění.

## Zámecký park

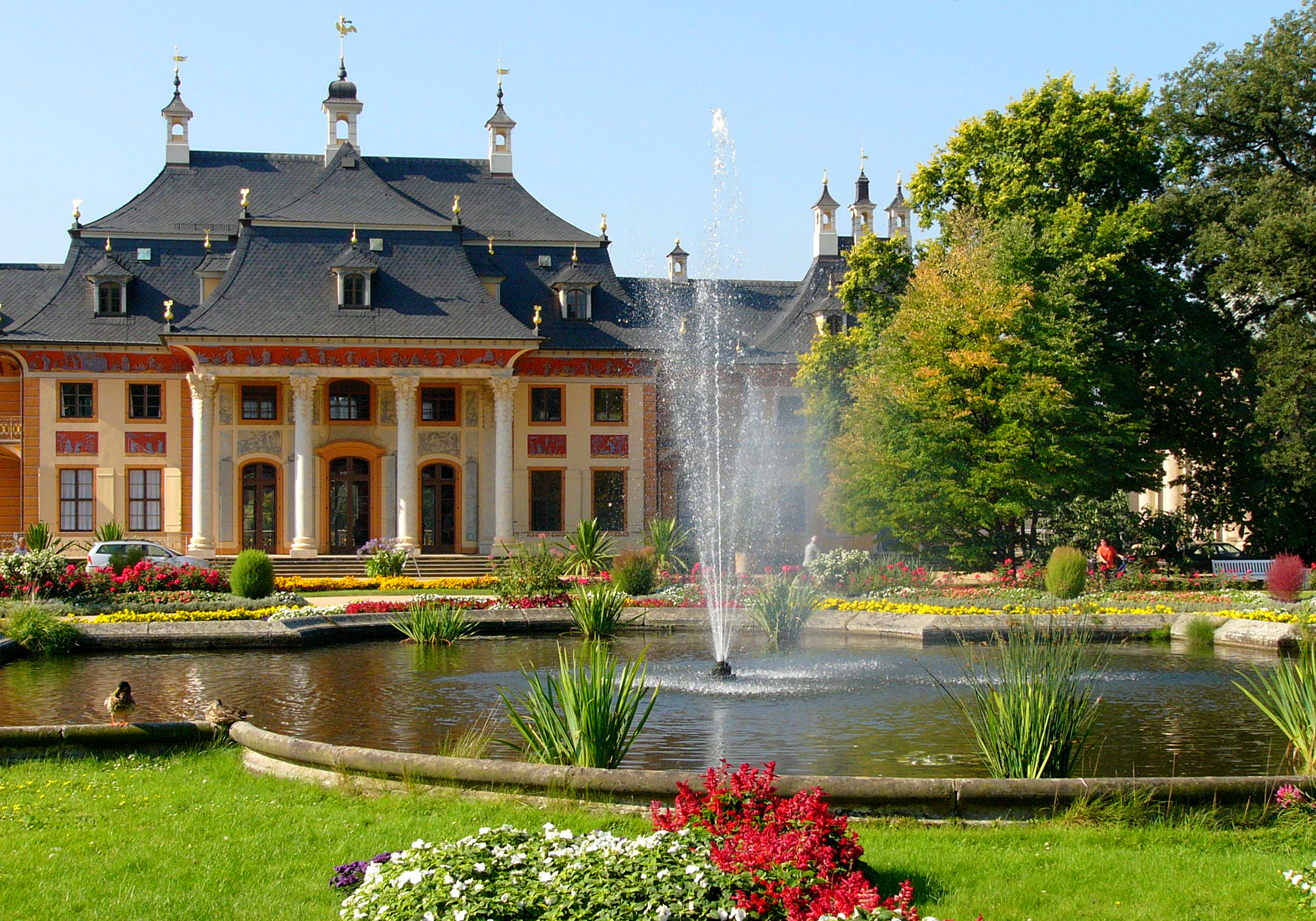
Horní palác s barokní zahradou

Vnitřní dvůr zámku je zároveň barokní rajskou zahradou, obklopený třemi budovami, které jsou pojmenované podle jejich polohy vzhledem k Labi anebo podle období dostavby: horní, vodní a nový palác: Bergpalais (1722–1723), Wasserpalais (1720–1721), Neues Palais (1819–1826). Zahrada kolem zámku byla za držení saských kurfiřtů postupně značně rozšířena. Kolem roku 1723 vznikl velký zámecký park nad horním palácem. Roku 1778 byl park rozšířen o anglickou zahradu, roku 1790 o čínskou zahradu a ještě později o sbírku jehličnatých stromů. Dnes zahrnuje zámecký park šest různě koncipovaných zahrad o celkové rozloze 28 hektarů a prezentuje kolekci rostlin z celého světa. Mezi nimi je i nejstarší japonská Kamélie (Camellia japonica) v Evropě, která byla přivezena a zasazena v roce 1801. Park doplňují pavilóny a budovy jako např. dům palem (Palmenhaus) a oranžérie.